# Днепровагонмаш
ООО «ТАС Днепровагонма́ш» (укр. «Дніпровагонмаш») — разработчик и производитель грузовых магистральных и промышленных вагонов различного назначения.

## История

### 1926 - 1991
Завод был создан в 1926 году на базе вагоноремонтных мастерских Днепровского металлургического завода имени Ф. Э. Дзержинского, ставших самостоятельным предприятием.
В 1928 году по просьбе рабочих вагоностроительному заводу было присвоено имя ленинской газеты «Правда».
В 1940 году завод выпускал четырёхосные вагоны грузоподъёмностью 60 тонн, шестиосные полувагоны грузоподъёмностью 100 тонн, четырёхосные вагоны-самосвалы грузоподъёмностью 60 и 82 тонны.
После начала Великой Отечественной войны в связи с приближением к городу линии фронта завод был эвакуирован на восток, в посёлок Чесноковка. Там прибывшее из Днепродзержинска оборудование было смонтировано на базе деревообрабатывающего завода и налажен выпуск продукции для потребностей фронта и тыла.
Восстановление работы завода началось после освобождения города 25 октября 1943 года, в мае 1944 года завод вновь начал серийный выпуск вагонов.
В 1948 году объёмы производства вагонов превысили довоенные показатели.
В 1976 году завод был награждён орденом Трудового Красного Знамени.
По состоянию на начало 1980-х годов, завод выпускал железнодорожные платформы, а также ряд моделей специализированных вагонов (вагоны для перевозки сыпучих грузов, нефтебитума, горячего агломерата, горячего чугуна, кокса, окатышей, сажи и др.).
В апреле 1990 года на базе Дзержинского вагоностроительного завода и ряда его подразделений было образовано производственное объединение «Днепровагонмаш».

### После 1991
В 1992 году в составе вагоностроительного завода было образовано дочернее предприятие: "Днепродзержинский сталелитейный завод".
В 1994 году ПО «Днепровагонмаш» было преобразовано в открытое акционерное общество «Днепровагонмаш».
15 мая 1995 года Кабинет министров Украины внёс завод в перечень государственных предприятий Украины, подлежащих приватизации до конца 1995 года.
В 1996 году «Днепровагонмаш» был освобождён от уплаты земельного налога.
2004 год завод завершил с убытком в размере 11,082 млн. гривен. Также, в августе 2004 года завод освоил выпуск новой железнодорожной платформы модели 13-4107 (грузоподъемностью 62 тонны), предназначенной для транспортировки труб большого диаметра.
В 2005 завод выпустил 3664 вагона (на 18,5 % больше, чем в 2004) и реализовал продукцию на 625,42 млн. гривен (на 35,8 % больше, чем в 2004). Объём производства превысил показатель 2004 на 20,1 % и составил 559,69 млн. гривен. В результате, завод завершил 2005 год с убытком в размере 0,77 млн. гривен.
В 2006 году завод выпустил свыше 2500 вагонов. Также, в 2006 году заводом были разработаны усовершенствованный вариант крытого хоппера для минеральных удобрений и сырья модели 19-4109-02 (с увеличенной на 1 тонну грузоподъёмностью) и новая конструкция коксотушильного вагона с нижней подачей технологической воды.
В 2007 году завод увеличил производство на 24,3% (до 3300 вагонов).
Начавшийся в 2008 году экономический кризис осложнил положение завода с осени 2008 года. В 2008 году завод сократил производство на 0,61% (до 3253 вагонов) и завершил год с чистой прибылью в размере 165,441 млн. гривен.
2009 год завод завершил с чистым убытком в размере 136,885 млн. гривен, численность работников сократилась на 14,8% - до 3467 человек. Производство вагонов сократилось до 30 вагонов в месяц. В 2010 году объёмы производства увеличились.
В 2011 году открытое акционерное общество «Днепровагонмаш» было реорганизовано в публичное акционерное общество «Днепровагонмаш».
В 2011 году завод выпустил 6944 вагона (на 48,5% больше, чем в 2010 году), увеличив прибыль до 817,869 млн. грн (в 2,6 раз больше, чем в 2010 году). Численность работников предприятия в течение 2011 года возросла на 33,6% - до 5,401 тыс. человек.
В 2012 году завод выпустил 6321 вагонов (на 9,7% меньше, чем в 2011 году).
В 2014 году завод изготовил 332 вагона и завершил 2014 год с консолидированным чистым убытком в размере 26,621 млн гривен, численность работников была сокращена на 1503 человека - до 2495 человек.
Весной 2015 года руководство предприятия сообщило о намерении освоить производство новых видов продукции: сельскохозяйственного инструмента, контейнеров и металлоконструкций, осенью 2015 было принято решение начать производство твердотопливных котлов и спортинвентаря.

## Деятельность
Днепровагонмаш является ведущим предприятием по разработке и изготовлению грузовых вагонов и промышленных железнодорожных вагонов, а также специализированного железнодорожного технологического оборудования для предприятий коксохимической промышленности. Вагоны, которые производит предприятие, используются в разных областях промышленности, они перевозят практически все виды грузов: сыпучие, штучные, тяжеловесные, длинномерные. Предприятием накоплен большой опыт в создании и усовершенствовании специализированного подвижного состава для перевозки угля, кокса (охлаждённого и раскалённого), руды, окатышей, агломерата, металлопроката, слябов, слитков и многих других грузов.
К началу 2016 года предприятием было разработано больше 150 моделей вагонов практически всех типов: полувагоны, хопперы, крытые и открытые платформы для разных грузов, думпкары, специализированные технологические транспортные средства.

## Награды
| № | Наименование мероприятия | Награда | Год(ы)         |
| - | --- | --- | -------------- |
| 1 | 75-летний юбилей предприятия | Почётная грамота Кабинета министров Украины коллективу работников предприятия - «за высокие трудовые успехи в развитии отечественного тяжёлого машиностроения и в связи 75-летием со дня основания предприятия» | 29 ноября 2001 |
| 2 | Общеукраинский конкурс «Лучший работодатель года» по Днепропетровской области - номинация предприятий с численностью от 1000 до 5000 человек              | Звание генеральному директору «Лучший работодатель года» | 2003 и 2004    |
| 3 | Рейтинг самых больших компаний Украины «Гвардия 500» - номинация «Общественное признание» от газеты «Галицкие контракты»                                  | Диплом | 2005           |
| 4 | Рейтинг эффективности торговых марок Украины «Гвардия Брендов» - создание наиболее эффективного бренда Украины по итогам 2004 года («Галицкие контракты») | Диплом | 2005           |
| 5 | Общеукраинский конкурс «Сто лучших товаров года Украины»                                                                                                  | 1-е место - диплом и кубок победителя | 2005           |
| 6 | Рейтинг ТОП 100 - самые динамичные компании Украины («Инвестгазета»)                                                                                      | Сертификат | 2005 и 2010    |
| 7 | Отличие городского главы к Дню машиностроителей | Нагрудный знак | 2008           |